# François Bazin

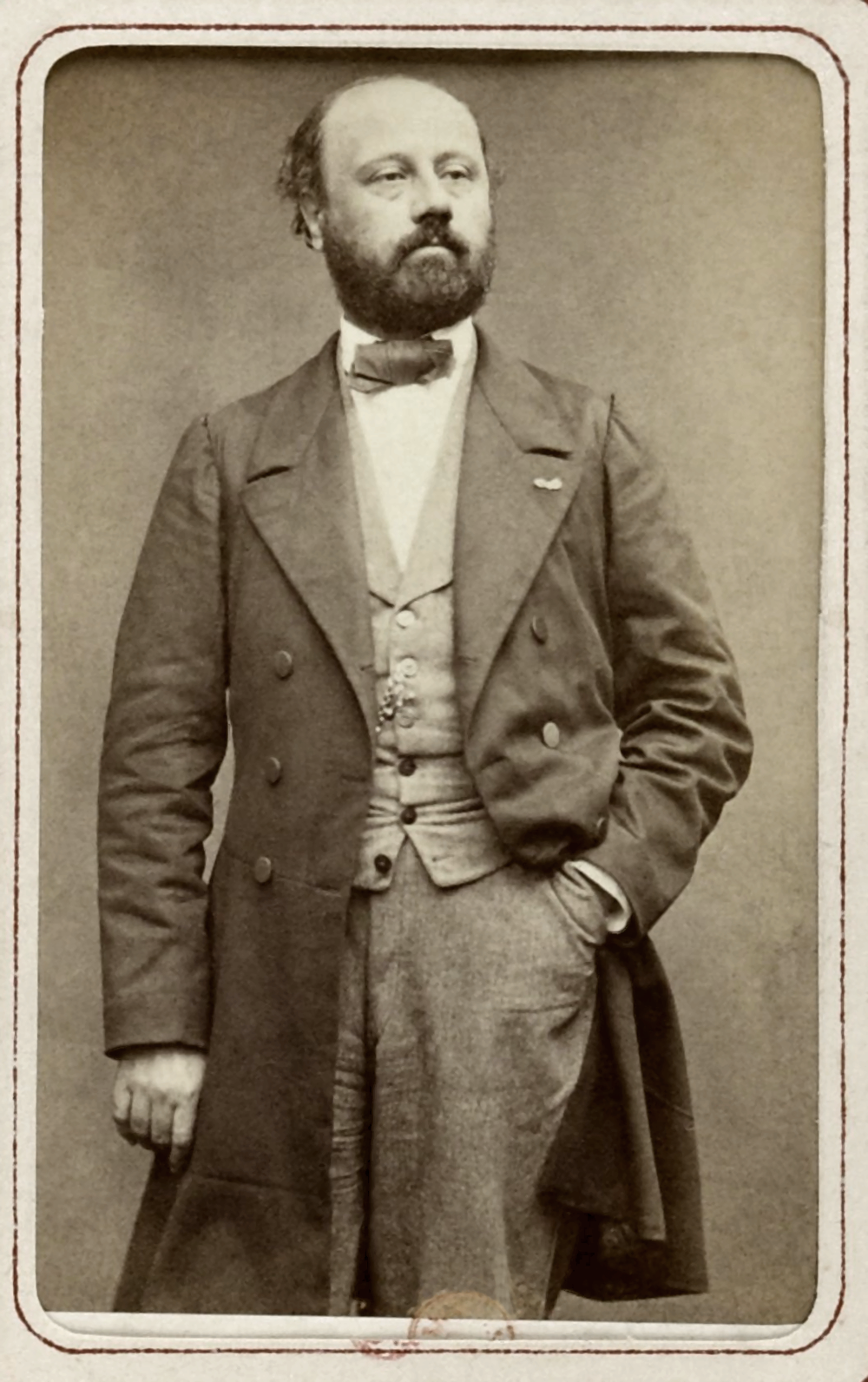
François Bazin
Foto von Étienne Carjat.

François Emmanuel Joseph Bazin (* 4. September 1816 in Marseille; † 2. Juli 1878 in Paris) war ein französischer Komponist.

## Leben
François Bazin studierte am Pariser Konservatorium unter anderem bei Henri Montan Berton und Fromental Halévy. 1840 erhielt den ersten Prix de Rome für seine Kantate Loyse de Montfort, die mehrfach an der Pariser Oper aufgeführt wurde. Nach seiner Rückkehr aus Italien unterrichtete er am Konservatorium als Gesangslehrer, seit 1849 als Harmonie- und seit 1871 als Kompositionslehrer. Einer seiner Schüler war Charles Lecocq.
Neben neun komischen Opern komponierte er ein Oratorium, eine Messe, Chöre und Lieder im romantischen Stil.

## Werke
- Le Trompette de M. le Prince, 1846
- Le Malheur d’être jolie, 1847
- La Nuit de la Saint-Sylvestre, 1849
- Madelon, 1852
- Maître Pathelin, 1856
- Les Désespérés, 1858
- Marianne, 1861
- Le Voyage en Chine, 1865
- L’Ours et la pacha, 1870